# Herinneringsmedaille aan de Honderdste Geboortedag van Koning Frederik VIII
De Herinneringsmedaille aan de Honderdste Geboortedag van Koning Frederik VIII, (Deens: "Mindemedaillen i Anledning af Hundredeårsdagen for Kong Frederik den Ottendes Fødsel"), is een Deense onderscheiding. De herinneringsmedaille werd op 29 april 1943 ingesteld door Koning Christiaan X van Denemarken. Wijlen Koning Frederik VIII zou op 3 juni 1943 honderd jaar oud zijn geworden. De zilveren medaille werd aan 23 leden van de Koninklijke Familie en 79 leden van de hofhouding toegekend.
De dragers mochten de letters M.M.3.juni 1843-1943 achter hun naam plaatsen.
De Deense koning was in 1940 in zijn hoofdstad gebleven en had in zijn door de Duitsers bezette land nog enige bewegingsvrijheid. Zo kon hij deze medaille instellen en laten slaan.
De ronde zilveren medaille wordt door heren aan een tot een vijfhoek gevouwen rood lint met een ingeweven wit kruis op de linkerborst gedragen. Op het lint draagt men een zilveren gesp met de data "3 JUNI 1842" en "3 JUNI 1943". Boven de medaille is een kleine zilveren koningskroon aangebracht als verbinding met de ring en het lint.
Op devoorzijde staat het naar links gerichte portret van Frederik IX met het rondschrift "FRIDERICVS VIII REX DANIAÆ". Onder de afsnede staat de signatuur van de ontwerper M. Salomon. Op de keerzijde staat het motto van de overleden koning; "DOMINVS MIHI ADIVTOR" binnen de in Denemarken gebruikelijke eikenkrans.
Onderscheidingen ter gelegenheid van de honderdste geboortedag van een Deense koning worden in Denemarken sinds 1918 geslagen en uitgereikt. Tot op heden gebeurde dit viermaal.
- De Herinneringsmedaille aan de Honderdste Geboortedag van Koning Christiaan IX in 1918
- De Herinneringsmedaille aan de Honderdste Geboortedag van Koning Frederik VIII in 1943
- De Herinneringsmedaille aan de Honderdste Geboortedag van Koning Christiaan X in 1970
- De Herinneringsmedaille aan de Honderdste Geboortedag van Koning Frederik IX in 1999

Medailles van Verdienste ·
Medaille voor Langdurige Dienst ·
Medaille "Ingenio et Arti" ·
Medaille voor Nobele Daden ·
Ereteken van het Deense Rode Kruis ·
Medaille van Verdienste voor de Groenlandse Onafhankelijkheid ·
Herinneringsmedaille aan de 70e Verjaardag van Hare Majesteit Koningin Margrethe
Herinneringsmedaille aan de 75e Verjaardag van Prins Henrik

Zie ook: Historische Orden van Denemarken · Onderscheidingen in Denemarken